# いて座AR星
いて座AR星（いてざARせい）は、いて座の方向にある脈動変光星である。

## 概要
おうし座RV型変光星で、8.9等と11.3等の間を変光する。周期は変光星総合カタログやSKY CATALOGUE 2000.0 Volume 2では87.87日としているが、アメリカ変光星観測者協会では87.1日としている。スペクトル型は変光に伴いF5eとG6の間を変化する。おうし座RV型変光星は平均光度が変化しないRVA型と平均光度が変化するRVB型に細分類されるが、いて座AR星はRVA型に分類される。

## 名称
学名はAR Sagittari（略称：AR Sgr）、コルドバ掃天星表での番号はCD-23°14922、ケープ写真掃天星表での番号はCPD-23°7337。